# Hammarskjöld
Hammarskjöld (ursprungligen Hammarskiöld, vissa släktmedlemmar har skrivit olika varianter av namnet) är en svensk adelsätt.
Släkten härstammar från Småland eller troligare Öland. Enligt en sent belagd släkttradition ska stamfadern varit född i Hammarsebo i Målilla socken i Kalmar län. Stamfaderns tidigaste krigstjänst bland ryttarna från Hulterstad och Gräsgård på Öland tyder snarare på att det var där han var född.
Äldste kände stamfader, översten och ståthållaren Peder Mikaelsson (Päder Michelsson) på Borgholms slott (cirka 1560–1646), stred för kung Sigismund vid slaget vid Stångebro 1598, och adlades den 6 juli 1610 av Karl IX utan nämnande av namn. Han introducerades genom lottning den 14 februari 1627 under nuvarande nummer 135 och skrev sig då under namnet Hammerskiöldh. Han var gift två gånger. Första hustrun var Beata Körning, dotter till slottsloven Erik Matsson Körning och Kjerstin Hand. Andra hustrun, släkt med den förra, var Christina Stierna, dotter till Peder Månsson Stierna nr 77 och Karin Hand. Han fick barn i båda äktenskapen, men grenen från första hustrun slocknade tidigt på svärdssidan.
Redan 1607 fick Peder Mikaelsson Hammarskiöld som förläning bland annat gårdarna Misterhult, Virbo, Fårbo och Tuna i Kalmar län mot att ställa upp fem fullrustade karlar till rikets försvar. Tuna är än idag sätesgård för släkten, och i Tuna kyrka finns den Hammarsköldska familjegraven. 
I andra äktenskapet föddes majoren Arvid Hammarskjöld, gift med Anna Dorotea Patkull. Ätten fortlevde med deras son överste Carl Gustaf Hammarskjöld som var gift med friherrinnan Hedvig Ulfsparre af Broxvik vars mor tillhörde ätten Stake nummer 47.
En yngre gren av ätten har varit delägare och disponenter av Skultuna Messingsbruk efter ingifte i ätten Adlerwald.
Den 31 december  2014 var följande antal personer bosatta i Sverige med stavningsvarianterna
- Hammarskjöld 64
- Hammarskiöld 63
- Hammarsköld 13

Totalt blir detta 140 personer.

## Vapensköld
Färgerna på skölden, rött och gult skulle kunna kopplas till Peder Mikaelsson anknytning till Smålands ryttare. Det fyra kanonkulorna och de korsslagna stridshammarna i röd färg ska enligt sköldebrevet ha varit gjorda efter Peders egen stridshammare som var i "sin rätta färg och skaftet rött" och vilket finns bevarad på släktgården Tuna socken i Småland och också givit namnet till ätten.

## Blasonering
| ”                                              | Een guhl skiöld, och der uthi fyra lodh och två stridzhambrar i korss med sine rätta järnfärga, skaften röödha. Ofvan på hielmen två beväpnade armar, som hålla een stridzhammar med rödt skaft, skrefferingen gull, rödh och jernferga, efter som sielfve afmåladhe vapnet her hoss vidhare uthvijser och tillkenna gifver | „ |
| – Sköldebrevssamlingen. Adelsbrev. Vol. 1. RA. | |   |

## Personer med efternamnet Hammarskjöld med varianter
| Namn                          | Levnsadsår    | Yrke, titel eller liknande        |
| ----------------------------- | ------------- | --------------------------------- |
| Peder Mikaelsson Hammarskjöld | ca. 1560–1646 | militär, ättens stamfar           |
| Vendela Hammarskjöld          | 1646–1729     | godsägare                         |
| Wilhelm Hammarsköld           | 1780–1843     | brukspatron                       |
| Lorenzo Hammarsköld           | 1785–1827     | litteratur- och konsthistoriker   |
| Carl Wilhelm Hammarsköld      | 1807–1860     | brukspatron                       |
| Carl Hammarskjöld             | 1838–1898     | ecklesiastikminister (1880–1888)  |
| Hugo Hammarskjöld             | 1845–1937     | ecklesiastikminister (1906–1909)  |
| Hjalmar Hammarskjöld          | 1862–1953     | statsminister                     |
| Carl Gustaf Hammarskjöld      | 1865–1940     | försvarsminister                  |
| Ludvig Hammarskiöld           | 1869–1949     | general                           |
| Bo Hammarskjöld               | 1891–1974     | landshövding och statssekreterare |
| Åke Hammarskjöld              | 1893–1937     | ämbetsman och diplomat            |
| Dag Hammarskjöld              | 1905–1961     | FN:s generalsekreterare           |
| Ingeborg Hammarskjöld-Reiz    | 1909–1994     | arkitekt och stadsplanerare       |
| Lennart Hammarskiöld          | 1912–1974     | bankman                           |
| Ullastina Hammarskjöld        | 1917–2008     | skådespelare, född Rettig         |
| Knut Hammarskjöld             | 1922–2012     | generaldirektör och diplomat      |
| Peder Hammarskjöld            | 1923–1994     | diplomat                          |
| Hans Hammarskiöld             | 1925–2012     | fotograf                          |
| Carl-Gustaf Hammarskjöld      | 1934–2021     | kommendör 1. graden               |
| Anders Hammarskjöld           | 1942–2022     | överste 1. graden                 |
| Erik Hammarskjöld             | 1954–         | diplomat                          |
| Peder Hammarskiöld            | 1955–2024     | advokat                           |
| Elinor Hammarskjöld           | 1967–         | diplomat                          |